# Troisième circonscription de la préfecture de Yamagata
La troisième circonscription de la préfecture de Yamagata (山形県第3区, Yamagata-ken dai-san-ku) est l'une des trois circonscriptions législatives que compte la préfecture de Yamagata au Japon.

## Description géographique
Entre 1994 et 2002, la troisième circonscription de la préfecture de Yamagata englobait les villes de Shinjō, Murayama, Tendō, Higashine et Obanazawa, les districts de Kitamurayama et Mogami et, dans le district de Nishimurayama, le bourg de Kahoku.
Entre 2002 et 2013, elle comprenait les villes de Tsuruoka, Sakata et Shinjō et les districts de Mogami, Higashitagawa, Nishitagawa (ja) et Akumi. Depuis 2013, elle regroupe les mêmes unités administratives à l'exception du district de Nishitagawa,.

## Députés
| Législature | Début de mandat | Fin de mandat | Député élu             | Parti politique | Parti politique |
| ----------- | --------------- | ------------- | ---------------------- | --------------- | --------------- |
| 41e         | 1996            | 2000          | Riichirō Chikaoka (ja) |                 | PLD             |
| 42e         | 2000            | 2003          | Riichirō Chikaoka (ja) |                 | PLD             |
| 43e         | 2003            | 2005          | Kōichi Katō (ja)       |                 | SE              |
| 44e         | 2005            | 2009          | Kōichi Katō (ja)       |                 | PLD             |
| 45e         | 2009            | 2012          | Kōichi Katō (ja)       |                 | PLD             |
| 46e         | 2012            | 2014          | Juichi Abe (ja)        |                 | SE              |
| 47e         | 2014            | 2017          | Ayuko Katō             |                 | PLD             |
| 48e         | 2017            | 2021          | Ayuko Katō             |                 | PLD             |
| 49e         | 2021            | 2024          | Ayuko Katō             |                 | PLD             |
| 50e         | 2024            | -             | Ayuko Katō             |                 | PLD             |